# Roberto Ángel Salcedo
Roberto Ángel Salcedo Sanz (Santo Domingo, Distrito Nacional; 22 de septiembre de 1979), conocido popularmente por su personaje infantil en "Las Cosas de Robertico". Es el Ministro de Cultura de la República Dominicana desde 2025, sucediendo a Milagros Germán.
Es una figura también conocida por sus películas, productor y presentador dominicano. Es hijo del exalcalde y presentador Roberto Salcedo.

## Biografía
Roberto Ángel Salcedo es egresado de la Universidad Iberoamericana (UNIBE), con una licenciatura en Administración de Empresas. Cursó estudios en Políticas Públicas y Modernización del Estado en la Universidad Tecnológica Nacional de Buenos Aires, Argentina. Además, posee una maestría en Gestión de Políticas Públicas por la Escuela de Negocios de la George Washington University de Estados Unidos.

## Ámbito político
Ha iniciado su participación política tras su juramentación como miembro del Partido Revolucionario Moderno (PRM) el 12 de julio del año 2022. En ese contexto ha realizado una intensa labor proselitista en apoyo a la candidatura del presidente Luis Abinader Corona. Ha sido incluido en la Dirección Ejecutiva del Partido Revolucionario Moderno.
El Poder Ejecutivo emitió este lunes el Decreto número 15-23 mediante el cual designa a Roberto Ángel Salcedo, director general de la Dirección General de Proyectos Estratégicos y Especiales de la Presidencia de la República (PROPEEP).

## Filmografía

### Teatro
- Prefiero un marido infiel......
- Que sexo prefiere Javier.
- Me dejó por Nueva York.
- Con Quién se casará mi novia.
- Pánico en el oeste.

También es reconocido por su trabajo en el cine, convirtiéndolo en unos de los mayores productores , figura muy influyente y que goza del respaldo del público dentro de la industria cinematográfica.
A continuación sus trabajos en el cine como actor, productor y guionista.

### Cine
| Año  | Título                 | Personaje    | Director | Escritor |
| ---- | ---------------------- | ------------ | -------- | -------- |
| 2006 | Un macho de mujer      | Ramón        |          |          |
| 2007 | Mi novia está de madre | Felipe       |          | ✓        |
| 2009 | Megadiva               | Andrés       | ✓        | ✓        |
| 2011 | I Love Bachata         | Marcos       | ✓        | ✓        |
| 2013 | Profe por accidente    | Francisco    | ✓        | ✓        |
| 2014 | Vamos de Robo          | —            | ✓        | ✓        |
| 2015 | Pa'l Campamento        | Pedro José   | ✓        | ✓        |
| 2015 | Todo Incluido          | —            | ✓        | ✓        |
| 2016 | Mi Suegra y Yo         | Ernesto      | ✓        | ✓        |
| 2016 | ¿Pa' Qué Me Casé?      | —            | ✓        | ✓        |
| 2017 | El Plan Perfecto       | Ricky        | ✓        | ✓        |
| 2017 | Super Papá             | Juan Antonio | ✓        | ✓        |
| 2017 | Pasao de Libras        | —            | ✓        | ✓        |
| 2018 | Pobres Millonarios     | Julio César  | ✓        | ✓        |
| 2018 | Jugando a Bailar       | —            | ✓        | ✓        |
| 2019 | Casi Fiel              | —            | ✓        | ✓        |
| 2019 | El Equipito            | Miguel Ángel | ✓        | ✓        |
| 2020 | Me gusta la tuya       | —            | ✓        | ✓        |
| 2022 | Super Familia          | Juan Antonio | ✓        | ✓        |
| 2022 | Des-aparecido          | Manuel       | ✓        | ✓        |
| 2023 | Un novio para mamá     | —            | ✓        | ✓        |
| TBA  | Coma Profundo          | —            | ✓        | ✓        |
| TBA  | La 3.ª Edad            | —            |          | ✓        |

## Premios y reconocimientos
| Año  | Premios          | Categoría                           | Trabajo     | Resultados |
| ---- | ---------------- | ----------------------------------- | ----------- | ---------- |
| 2012 | Premios Soberano | Presentador de Televisión del Año   | Más Roberto | Ganador    |
| 2013 | Premios Soberano | Programa Semanal de Entretenimiento | Más Roberto | Ganador    |